# Río Rocha
Le río Rocha est une rivière bolivienne située dans le département de Cochabamba, province de Quillacollo. Après la confluence avec le río Arque, le nom de la rivière devient le río Caine.
Le río Rocha est le cours supérieur amont du bras le plus long du río Mamoré et donc également du rio Madeira.
Il arrose la vallée de Cochabamba. Peu abondant et arrosant une vallée très peuplée, il présente de nombreux problèmes de pollution.
La rivière doit son nom au Capitaine Martín de la Rocha qui a détourné la rivière en 1565.

## Galerie

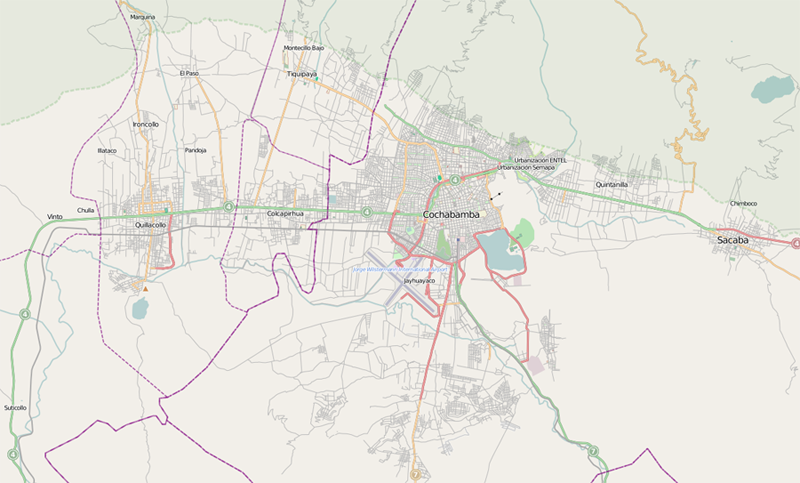
La carte du département de Cochabamba, montrant le río Rocha qui coule à l'ouest de Sacaba à Quillacollo, puis qui se tourne vers le sud.
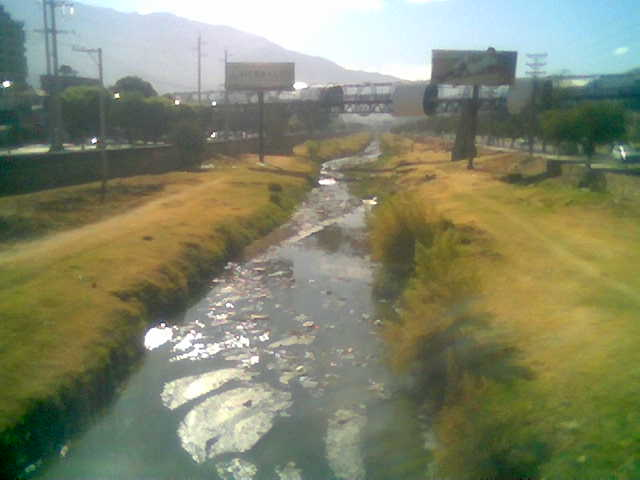
Le río Rocha.